# Quironia johnsoni
Quironia johnsoni is een slangster uit de familie Hemieuryalidae.
De wetenschappelijke naam van de soort werd in 1934 gepubliceerd door Austin Hobart Clark.